# Ayutla, Jalisco
Ayutla är en ort i Mexiko.   Den ligger i kommunen Ayutla och delstaten Jalisco, i den centrala delen av landet, 500 km väster om huvudstaden Mexico City. Ayutla ligger 1 370 meter över havet och antalet invånare är 7 835.
Terrängen runt Ayutla är kuperad västerut, men österut är den platt. Ayutla ligger nere i en dal. Runt Ayutla är det ganska glesbefolkat, med 29 invånare per kvadratkilometer. Ayutla är det största samhället i trakten. I omgivningarna runt Ayutla växer huvudsakligen savannskog.